# Graham Watson (kierowca)
Graham Watson (ur. 13 stycznia 1948 w Palmerston North, zm. 14 kwietnia 2009) – nowozelandzki kierowca wyścigowy.

## Biografia
W sezonie 1969/1970 zajął Brabhamem trzecie miejsce w nowozelandzkich mistrzostwach National 1.5 Litre. W 1970 roku startował w Formule Tasman. Rok 1981 spędził na startach Raltem w Brytyjskiej Formule Atlantic oraz Australijskiej Formule 2, zajmując w klasyfikacji odpowiednio dwunaste i siódme miejsce. W 1982 roku był ósmy w wyścigowych mistrzostwach Australii, a sezon 1983 zakończył na jedenastym miejscu w nowozelandzkiej Formule Pacific. W 1984 roku zajął szóste miejsce w Australijskiej Formule Mondial, a dwa lata później, po zdobyciu siedmiu podiów i odniesieniu jednego zwycięstwa, został mistrzem serii. W 1993 roku zajął trzecie miejsce w Grand Prix Indonezji. W mistrzostwach Australii uczestniczył do 1997 roku.